# Morum mariaodeteae
Morum mariaodeteae é um espécie de molusco gastrópode carnívoro, pertencente à família dos harpídeos (Harpidae), e a subfamília dos morumíneos (Moruminae), que vive em águas tropicais do oceano Atlântico sul, na costa nordeste do Brasil, ao largo dos estados do Ceará, Maranhão e Piauí. Sua concha é relativamente pequena se comparado a outros membros de seu gênero, medindo 18 milímetros. A alimentação das espécies do gênero Morum nunca foi documentada diretamente, mas se assume que se alimentem de pequenos anomuros.

## Etimologia
O nome genérico Morum originou-se no latim mora, morum, "amora". O epíteto específico Mariaodeteae é uma homenagem a Maria Odete Monteiro do Porto, a mãe de Damaso Monteiro, malacólogo luso-brasileiro.

## Taxonomia e sistemática
Morum mariaodeteae foi descrita em 2020 por E. J. Petuch e D. P. Berschauer. Seu holótipo e MZSP 150894 e sua localidade-tipo é o município de Camocim, no estado do Ceará, no Brasil. O gênero Morum foi originalmente incluído na família dos cassídeos (Cassidae) com base em características de sua concha, mas estudos anatômicos demonstraram maior semelhança com o gênero Harpa, e ambos foram agrupados na família dos harpídeos (Harpaidae). Morum possui um escudo propódico de proporções ligeiramente menores que o de Harpa e retém um opérculo vestigial ou reduzido. Por essas ligeiras diferenças, o gênero Morum foi incluído na subfamília dos morumíneos (Moruminae).
Um levantamento do gênero Morum no Atlântico Ocidental revelou a existência de dois complexos de espécies distintos na região, cada um restrito a uma província faunística de moluscos. A Província do Caribe - das Bermudas e Baamas até o sul do Suriname - abriga um complexo composto por três espécies: Morum oniscus, M. purpureum e M. strombiforme. Já a província brasileira - da foz do Rio Amazonas até o sul de Cabo Frio, no estado do Rio de Janeiro - compreende um segundo complexo, com quatro espécies: M. bayeri, M. berschaueri, M. damasoi e M. mariaodeteae. As sete espécies de Morum do Atlântico Ocidental, em conjunto com as três espécies do gênero Oniscidia também presentes na região, constituem a maior fauna conhecida da família dos harpídeos em qualquer província biogeográfica dos oceanos Atlântico e Pacífico Oriental.

## Descrição
A Concha de Morum mariaodeteae é pequena para o gênero, com média de apenas 18 milímetros de comprimento, de formato oval e lados arredondados. A espira é apenas ligeiramente elevada, e o ombro, também arredondado, é delimitado por 10 a 11 protuberâncias baixas e achatadas. O verticilo corporal apresenta quatro fileiras de protuberâncias largas, arredondadas e bem espaçadas: uma ao longo do ombro, uma logo abaixo dele, uma na região mediana do corpo e outra próxima à extremidade anterior. As fileiras de protuberâncias, assim como as áreas entre elas, são fortemente ornamentadas por numerosos cordões e fios espirais, todos robustos e elevados. O escudo parietal é proporcionalmente grande, bem desenvolvido e firmemente aderente, estendendo-se por pelo menos metade da base da concha. Sua coloração varia entre branco e branco-rosado claro, recoberto por numerosas pústulas finas e arredondadas. O labro é espessado e liso, com a borda interna revestida por 15 a 16 pequenos dentes, que frequentemente se prolongam até a base do próprio labro. A coloração da concha é creme-amarelada clara, marcada por inúmeras manchas marrom-claras e castanhas, além de grandes flâmulas marrom-escuras que, com frequência, formam um padrão listrado longitudinal semelhante ao de uma zebra. A protoconcha é rosada, saliente e mamilada, composta por três verticilos bem definidos.

## Distribuição e habitat
Morum mariaodeteae ocorre ao largo da costa dos estados do Ceará, Piauí e Maranhão, no nordeste do Brasil. Habita recifes, corais, fundos calcáreos e arenosos e algas calcáreas, em profundidades de até 35-40 metros, das águas tropicais do Oceano Atlântico.

## Ecologia
As espécies dos gêneros Morum e Harpa são capazes de deslizar rapidamente sobre o substrato e de escavar areia com eficiência, pois apresentam formações em terraços ou em forma de catraca, nas quais a borda de ataque na direção da escavação é menos íngreme do que a borda de fuga. Se perturbados, provavelmente induzem a autotomia da ponta metapodial. A alimentação das espécies do gênero Morum nunca foi documentada diretamente, embora Work (1969) tenha observado, em quatro ocasiões, exemplares de M. oniscus em cativeiro com a porção anterior do corpo inserida nas aberturas de pequenas conchas de gastrópodes que abrigavam caranguejos-eremitas mortos (pagurídeos). O autor sugeriu que os M. oniscus estariam consumindo indivíduos já mortos, mas é mais plausível que os tenham predado. Supõe-se que as espécies de Morum sejam especializadas em anomuros, cujos movimentos são mais lentos. Em Morum tuberculosum, grandes glândulas salivares esvaziam-se na cavidade bucal por meio de ductos salivares fortemente musculares, o que indica que essas glândulas provavelmente secretam enzimas digestivas liberadas pela probóscide sobre a presa. O alimento parcialmente digerido poderia, então, ser ingerido, possivelmente com o auxílio da ação de bombeamento do esôfago médio. A força propulsora desse processo pode advir da contração e relaxamento das paredes musculares da hemócele cefálica, transmitidos por filamentos musculares conectados ao esôfago médio. Os dentes radulares, em forma de garra e embora microscópicos, podem desempenhar a função de perfurar as finas membranas artrodiais das presas.